# Orsaker till autism
Forskare är oense om vad orsaken till autism och andra autismspektrumstörningar är. Man ansåg tidigare att ärftlighet var den i särklass största bidragande orsaken, men senare forskning tyder på att miljöfaktorer spelar en lika stor roll. Personer med autism har i 50 procent av fallen ärvt sin autism[källa behövs]. Oftast är det oklart vilka gener som är ansvariga. 
Autism är fyra gånger vanligare att diagnosticeras hos pojkar än hos flickor.

## Autism och besläktade störningar
Autism innebär störningar i hjärnans utveckling. Barnet visar autistiska symptom före tre års ålder.
Autism kännetecknas av försvagningar i social interaktion samt begränsade och repetitiva beteenden.
Autism är en del av en större kategori som kallas autismspektrumstörningar (AST) eller genomgripande störning i utvecklingen (PDD). Kategorin inkluderar närbesläktade syndrom såsom Aspergers syndrom och atypisk autism. I denna artikel används "autism" för att beteckna det klassiska autistiska syndromet och "AST" för att beteckna den utvidgade kategorin.
Det finns en ökad misstänksamhet bland forskare att autism inte bara har en enda orsak.
Forskarna tror i stället att autism är en svåröverskådlig störning som har flera olika kärnorsaker.
Med andra ord skapas de vanliga autistiska symptomen av helt olika hjärnproblem.
Antalet personer med diagnostiserad autism har ökat dramatiskt sedan 1980-talet.
Det beror delvis på förändrade diagnostiska metoder. Det är okänt om förekomsten av autism har ökat.
En ökning av förekomsten skulle resultera i att uppmärksamhet och finansiering riktas mot att förändra miljöfaktorer i stället för att fortsätta fokusera på genetik.
Autismforskare är överens om att genetiska faktorer dominerar.
Miljöfaktorer som har hävdats bidra till autism, eller förvärra dess symptom, inkluderar:
- Vissa livsmedel.
- Infektionssjukdomar.
- Tungmetaller.
- Lösningsmedel.
- Dieselavgaser.
- PCB.
- Ftalater och fenoler använda i plastprodukter.
- Bekämpningsmedel.
- Bromerade flamskyddsmedel.
- Alkohol.
- Rökning.
- Narkotika.

Bland dessa faktorer har vacciner dragit till sig stor uppmärksamhet.
Det beror på att föräldrar vanligen först blir medvetna om autistiska symptom hos sina barn vid den rutinmässiga vaccinationen.
Föräldrarnas oro för vacciner har lett till ett minskat intag av vaccinationer i barndomen och en ökad risk för mässlingsutbrott. Men det finns inga vetenskapliga bevis för något orsakssamband mellan vaccin (mot mässling, påssjuka och röda hund) och autism.

## Genetik
Genetiska faktorer är den mest betydelsefulla orsaken till autismspektrumstörningar.
Tidiga tvillingstudier beräknade ärftligheten att vara över 90 procent.
Detta kan vara en överskattning; det behövs nya tvillingstudier. 
För vuxna syskon kan risken för att ha ett eller flera autistiska drag vara så hög som 30 procent.
Autismens genetik är komplicerad. Genetisk koppling kan vara resultatlös. Många genetiska associationer har haft otillräcklig effekt. Fler än en gen kan vara inblandad, olika gener kan vara inblandade i olika individer, och generna kan påverka varandra. Flera gener har lokaliserats, men mutationerna som ökar risken för autism har inte identifierats i de flesta genetiska associationsundersökningarna. En betydande bråkdel av autism må vara mycket ärftlig men inte ärvd. Det vill säga, mutationen som orsakar autism förekommer inte i föräldrarnas arvsmassa.
En hypotes är att autism i någon mening är raka motsatsen till schizofreni, och att autism innebär ökade effekter via genetisk prägling av faderligt uttalade gener.
De faderligt uttalade generna styr överväxt i hjärnan, medan schizofreni innebär moderligt uttalade gener och underväxt.
Trots att de genetiska faktorerna förklarar det mesta av risken att få autism, förklarar de inte allt.
En vanlig hypotes är att autism orsakas av ett samspel mellan ett genetiskt anlag och en tidig miljöfaktor. 
Flera teorier som bygger på miljöfaktorer har föreslagits för att ta itu med den återstående risken.
Några av dessa teorier fokuserar på miljöfaktorer före födseln, såsom ämnen som kan orsaka fosterskador. 
Andra fokuserar på miljön efter födseln, till exempel barns kostvanor.
Riskfaktorer för autism omfattar föräldrarnas egenskaper, exempelvis hög ålder hos modern eller fadern.
Risken är större om faderns ålder är hög. En hypotes är att detta orsakas av äldre spermier som har större mutationsbelastning.
En annan är att män som bär en mer genetisk skuld har vissa drag av autism och därför gifter sig och skaffar barn senare.
Dessa två hypoteser utesluter inte varandra.

## Miljö före födseln
Risken för autism förknippas med flera riskfaktorer före födseln, inklusive diabetes, blödning och användning av psykiatriska läkemedel under graviditeten.
Autism har kopplats till fosterskador som verkar under de första åtta veckorna från befruktningen, men dessa fall är ovanliga.
De biologiska orsakerna till detta är okända. Möjliga förklaringar är:
- Ökad risk för graviditetskomplikationer.
- Moderns autoimmunitet.
- Ökad risk för kromosomavvikelser eller instabila trinukleotidupprepningar i ägget.
- Präglade gener.
- Spontana mutationer.
- Oklara sociokulturella faktorer i spermierna.

En studie med kaliforniska barn födda mellan 1992 och 2001 antydde att barn som föddes med kortare intervaller efter den första graviditeten hade en ökad risk att utveckla autism.

### Smittsamma processer
Virusinfektioner före födseln har kallats för den mest huvudsakliga icke-genetiska orsaken till autism.
Exponering för röda hund eller cytomegalovirus aktiverar moderns immunförsvar och ökar kraftigt risken för autism.
Medfödd rubellapneumonit är den mest övertygande miljöorsaken.
Infektionsförknippade immunologiska händelser i början av graviditeten kan påverka den neurologiska utvecklingen mer än infektioner i slutet av graviditeten.
Inte bara för autism, utan även för andra psykiatriska störningar med härstamning i nervsystemets utveckling, i synnerhet schizofreni. 
Teorin om moderns antikroppar antyder att immunoglobulin G (IgG) i en moders blod kan passera moderkakan, gå in i fostrets hjärna, göra motstånd mot fostrets hjärnprotein och orsaka autism.
Teorin är besläktad med hypotesen om den autoimmuna sjukdomen, förutom att den fokuserar på moderns antikroppar snarare än barnets.
En studie från 2008 fann att dessa antikroppar förenas med fostrets hjärnceller, vanligast hos mödrar till barn med regressiv autism. Om detta bekräftas står resultaten för cirka 12 procent av alla autismfall. Eftersom särskilda moderliga antikroppsmönster inte finns hos mödrar till typiskt utvecklade barn, kan det vara möjligt för mödrar att ta antikroppstest före befruktningen för att slippa att få ett autistiskt barn. En studie från 2008 visade att rhesusapor som exponerades för IgG, från mödrar till barn med AST, under dräktigheten visade stereotypier, en av de tre huvudsymptomen vid autism.

### Miljöagens
Teratogener (fosterskadande medel) är miljöagens som orsakar fosterskador.
Vissa agens som är kända för att orsaka andra fosterskador har också befunnits ha samband med risken för autism.
Dessa omfattar bland annat att embryot exponeras för neurosedyn, valproinsyra eller misoprostol.
Dessa fall är sällan förekommande. Frågor har också ställts om etanol (sädesbrännvin) ökar risken för autism, som en del av fetalt alkoholsyndrom eller alkoholrelaterade fosterskador, men bevisen är otillräckliga för att avgöra om risken för autism faktiskt förhöjs av etanol. Alla kända teratogener verkar uppträda under de första åtta veckorna från befruktningen, och trots att dette inte utesluter att autism kan inledas eller påverkas senare, finns det starka bevis på att autism förekommer mycket tidigt i utvecklingen.
En studie från 2007 av California Department of Public Health visade att kvinnor i de första åtta veckorna av graviditeten, som bor nära gårdsfält som besprutas med de organiska bekämpningsmedlen dikofol och endosulfan, löper flera gånger större risk att föda barn med autism. Studiens resultat tyder på att 7 procent av autismfallen i Central Valley kan ha varit anslutna till exponering för insektsgift. Dessa resultat är mycket inledande på grund av det lilla antalet kvinnor och barn som var inblandade, och avsaknad av bevis från andra studier. Det är okänt om dessa bekämpningsmedel är mänskliga teratogener, trots att endosulfan har betydande teratogena effekter på laboratorieråttor.
En studie från 2005 visade indirekta bevis på att exponering för organiska fosforsyraestrar, såsom diazinon och klorpyrifos, före födseln kan bidra till autism hos genetiskt sårbara barn. Flera andra studier visar nervsystemets giftighetsgrad av dessa medel vid relativt låga exponeringsnivåer.
Det har föreslagits att exponering för pyretrin under graviditeten, en vanlig ingrediens i schampo för husdjur, kan orsaka autism hos barnet. En tillbakablickande studie antyder att ett samband har genomförts, men inte publicerats.

### Andra moderliga tillstånd
Diabetes hos modern under graviditeten är en betydande riskfaktor för autism.
En metaanalys från 2009 visade att graviditetsdiabetes var förknippad med en tvåfaldig ökad risk.
Fastän diabetes orsakar ämnesomsättande och hormonella störningar och oxidativ stress, är ingen biologisk mekanism känd för associeringen mellan graviditetsdiabetes och risken för autism.
Sköldkörtelproblem som leder till hypotyreos (brist på sköldkörtelhormonet tyroxin) hos modern i vecka 8-12 av graviditeten kan producera förändringar i fostrets hjärna som leder till autism.
Hypotyreos kan orsakas av otillräckligt med jod i kosten, och genom miljöagens som hindrar intag av jod eller agerar mot sköldkörtelhormonerna. Möjliga miljöagens inkluderar flavonoider i mat, tobaksrök och de flesta bekämpningsmedel mot ogräs. Denna hypotes har inte testats. En releterad oprövad hypotes är att exponering för bekämpningsmedel skulle förena sig med suboptimal jodnäring hos en gravid moder och leda till autism hos barnet.

### Övrigt i livmodern
Det har gjorts en hypotes om att folsyra som tas under graviditeten kan spela en roll i att orsaka autism, genom att modulera uttalandet av gener genom en epigenetisk mekanism. Denna hypotes har inte testats.
Stress före födseln, bestående av exponering för händelser i livet eller miljöfaktorer som stressar en blivande mamma, kan bidra till autism. Autism har rapporterats vara associerad med stress före födseln både i tillbakablickande studier som har undersökt stressfaktorer såsom arbetslöshet eller bråk i familjen, och i naturliga upplevelser som involverar exponering för stormar före födseln. Djurstudier har rapporterat att stress före födseln kan störa hjärnans utveckling och producera beteenden som liknar autistiska symptom.
Teorin om foster-testosteron anger att högre nivåer av testosteron, ett manligt könshormon, i fostervattnet hos mödrarna driver utvecklingen av hjärnan mot en förbättrad förmåga att se mönster och att analysera komplicerade system, medan de samtidigt minskar kommunikations- och empatiförmågan. Ett projekt har publicerat flera rapporter som tyder på att höga nivåer av testosteron hos fostret kan producera autismliknande beteenden. Teorin och resultaten är omdiskuterade och många studier motsäger tanken om att pojkar och flickor reagerar olika på människor och föremål.
En studie från 2006 visade att långvarig exponering av musembryon för ultraljudvågor gjorde att ett litet men statistiskt betydelsefullt antal nervceller misslyckades med att skaffa sig rätt position under den neuronala migrationen.
Det är högst sannolikt att detta resultat talar direkt till risker för foster-ultraljud som görs på kompetenta och ansvarsfulla vårdcentraler. Det finns inga vetenskapliga bevis för ett samband mellan exponering av ultraljud före födseln och autism, och bristen på epidemiologisk forskning om mänskliga upplysningar har kallats "skrämmande".

## Perinatal miljö
Autism förknippas med vissa perinatala och förlossningsbetingade tillstånd. 
En genomgång av riskfaktorer från 2007 hittade förknippade förlossningsbetingade tillstånd som inkluderade låg födelsevikt och graviditetens varaktighet, och syrebrist i kroppens vävnader under förlossningen. 
Denna association tyder inte på ett orsakssamband. En bakomliggande orsak kan förklara både autismen och dess förknippade tillstånd. En studie från 2007 med för tidigt födda spädbarn visade att de som överlevde blödning i hjärnan som skadar lillhjärnan var betydligt mer benägna att visa symptom på autism än spädbarnen utan skadan.

## Miljö efter födseln
Ett brett utbud av bidragsgivare till autism efter födseln har föreslagits:
- Avvikelser i mag-tarmkanalen eller immunförsvaret.
- Allergier.
- Barns exponering för läkemedel.
- Vacciner.
- Infektioner.
- Vissa livsmedel.
- Tungmetaller.

### Kvicksilver
Denna teori bygger på att autism är förknippad med kvicksilver-förgiftning, baserad på upplevda symptom och rapporter om kvicksilver hos några autistiska barn. Denna uppfattning har fått liten dragkraft i forskarvärlden eftersom de typiska symptomen på kvicksilver-förgiftning är väsentligt annorlunda än autistiska symptom. Den främsta källan till människors exponering för organiskt kvicksilver sker via intag av fisk. Andra former av exponering, till exempel i kosmetika och vacciner, förekommer också. Bevisen hittills är indirekta för associationen mellan autism och exponering av kvicksilver efter födseln, eftersom inga direkta tester har rapporterats. En metaanalys som publicerades 2007 drog slutsatsen att det inte fanns något samband mellan kvicksilver och autism.

### Vacciner
Forskarna är överens om att det inte finns några bevis för ett samband mellan vaccinationer och autism.
Trots detta tror många föräldrar att vaccinationer orsakar autism. Därför försenar de vaccinationen eller undviker att vaccinera sina barn.
Dessa föräldrar tror på hypotesen om att många vaccinationer på samma gång kan överväldiga barnets immunförsvar och leda till autism. Denna hypotes har inga vetenskapliga bevis och är biologiskt osannolik.
Sjukdomar som mässling kan orsaka allvarliga funktionsnedsättningar och till och med död.
Risken att barnet dör eller får en funktionsnedsättning är betydligt större om barnet inte får sin vaccination.

#### Tiomersal
Den kanske mest kända teorin som omfattar kvicksilver och autism är användning av kvicksilver-baserade blandningar av tiomersal. Tiomersal är ett konserveringsmedel som fasats ur från de flesta barnvaccin i industriländer som USA. 
Föräldrar blir vanligen medvetna om autistiska symptom hos sina barn ungefär samtidigt som den rutinmässiga vaccinationen sker.
Det finns inga vetenskapliga bevis på att tiomersal orsakar autism.
Men föräldrarnas oro över tiomersal-grälet har lett till sjunkande immunisering av barnsjukdomar och en ökad risk för sjukdomsutbrott. På grund av allmänhetens oro, hölls tiomersal helt borta eller minskades dramatiskt från barnvacciner på 1900-talet. Trots det, fortsatte autism att bli allt vanligare på 2000-talet. 
Ett orsakssamband mellan tiomersal och autism har förkastats av dessa internationella vetenskapliga och medicinska yrkesorganisationer:
- American Medical Association.
- American Academy of Pediatrics.
- American College of Medical Toxicology.
- Canadian Paediatric Society.
- U.S. National Academy of Sciences.
- Food and Drug Administration.
- Centers for Disease Control and Prevention.
- Världshälsoorganisationen.
- Public Health Agency of Canada.
- Europeiska läkemedelsmyndigheten.